# Lalage
Lalage és un gènere d'ocells de la família dels campefàgids (Campephagidae), els quals es coneixen comunament com a erugueres.

## Descripció
Són ocells força petits, d'uns 15 a 20 cm de llarg. Principalment, són de color negre, gris i blanc.
La majoria de les espècies són bastant comunes, però l'eruguera de les Samoa es considera gairebé amenaçat i la subespècie de l'eruguera cuallarga de l'illa Norfolk s'ha extingit.

## Distribució
Es troben al sud d'Àsia i Australàsia amb diverses espècies a les illes del Pacífic. S'alimenten principalment d'insectes i fruits. Construeixen un niu net en forma de copa dalt d'un arbre.

## Taxonomia
El gènere Lalage va ser introduït el 1826 pel zoòleg alemany Friedrich Boie per donar cabuda a una sola espècie, Turdus orientalis (Gmelin, 1788), un sinònim més jove de Turdus niger (Pennant, 1781), ñ'eruguera garsera.
El nom del gènere prové del grec antic «lagages», un ocell no identificat esmentat pel lexicògraf grec Hesychius d'Alexandria.
El gènere ara inclou sis espècies que abans estaven assignades al gènere Coracina. Un estudi filogenètic molecular publicat el 2010 va trobar que les espècies formen part del clade que conté membres del gènere Lalage.
Segons la Classificació del Congrés Ornitològic Internacional (versió 15.1, 2025) aquest gènere està format per 19 espècies:
- Lalage maculosa - eruguera de la Polinèsia.
- Lalage sharpei - eruguera de les Samoa.
- Lalage sueurii - eruguera de Lesueur.
- Lalage leucopyga - eruguera cuallarga.
- Lalage tricolor - eruguera tricolor.
- Lalage aurea - eruguera ventre-rogenca.
- Lalage atrovirens - eruguera cellanegra.
- Lalage moesta - eruguera de les Tanimbar.
- Lalage leucomela - eruguera variable.
- Lalage conjuncta - eruguera de Mussau.
- Lalage melanoleuca - eruguera blanc-i-negra.
- Lalage nigra - eruguera garsera.
- Lalage leucopygialis - eruguera de Walden.
- Lalage melaschistos - eruguera alanegra.
- Lalage melanoptera - eruguera capnegra.
- Lalage polioptera - eruguera de la Indoxina.
- Lalage fimbriata - eruguera petita.
- Lalage typica - eruguera de l'illa de Maurici.
- Lalage newtoni - eruguera de la Reunió.